# Vojampol'skij
Il Vojampol'skij è un complesso vulcanico tra i più settentrionali della penisola della Kamčatka in Russia. Il complesso è formato da due vulcani a scudo di tipo islandese della Catena Centrale chiamati Vojampol'skij e Kachtana, alti rispettivamente 1.225 e 1.217 m s.l.m. formati da roccia basaltica e basaltico-andesitica.